# Hábito cristalino
Hábito cristalino, em mineralogia, é a aparência típica de um cristal em termos de tamanho e forma.

## Utilidade
Os numerosos termos utilizados pelos mineralogistas para descrever os hábitos cristalinos, são muito úteis na comunicação relativa à aparência de um determinado mineral. Saber reconhecer numerosos hábitos cristalinos permite ao mineralogista identificar uma grande variedade de minerais. Alguns hábitos são próprios de um determinado mineral, apesar de a maioria dos minerais apresentarem vários hábitos diferentes, por influência de vários factores. O hábito cristalino pode enganar os menos experientes pois o sistema cristalino pode ser mascarado ou escondido.

## Factores condicionantes
São vários os factores que condicionam o hábito de um cristal: a combinação de duas ou mais formas; impurezas residuais durante o crescimento; maclas e condições de crescimento (i.e. temperatura, pressão e espaço disponível). Minerais pertencentes ao mesmo sistema cristalino não exibem necessariamente o mesmo hábito. Alguns hábitos de um mineral são únicos para a uma determinada variedade ou local de ocorrência.
Alguns minerais podem substituir minerais já existentes mantendo o hábito do mineral original. Este processo designa-se substituição pseudomórfica. Um exemplo clássico é o quartzo olho-de-tigre em que crocidolite é substituída por quartzo. Enquanto que o quartzo forma tipicamente cristais euédricos e prismáticos, no olho de tigre o hábito fibroso da crocidolite é mantido.

## Lista de hábitos cristalinos
| Hábito:                    | Descrição:                                                                                          | Exemplo:              |
| Acicular                   | Em forma de agulha, delgado e/ou pontiagudo.                                                        | Rutilo em quartzo.    |
| Amigdaloidal               | Em forma de amêndoa.                                                                                | Heulandite            |
| Anédrico                   | Mal formado, distorcido.                                                                            | Olivina               |
| Laminar                    | Em forma de lâmina, delgado e achatado.                                                             | Cianite               |
| Botrioidal ou globular     | Em forma de cacho de uva, massas hemisféricas.                                                      | Smithsonite           |
| Colunar                    | Semelhante a fibroso: prismas compridos e delgados geralmente com crescimento paralelo.             | Calcite               |
| Crista                     | Agregados compactos de cristais tabulares.                                                          | Barite                |
| Dendrítico ou arborescente | Em forma de árvore, com ramificações em uma ou mais direcções a partir de um ponto central.         | Magnesite em opala    |
| Dodecaédrico               | Dodecaedro, com 12 faces.                                                                           | Granada               |
| Drusas ou incrustações     | Agregado de pequenos cristais revestindo uma superfície.                                            | Uvarovite             |
| Enantiomórfico             | Hábito e características ópticas de imagem de espelho: cristais levógiros e dextrógiros.            | Quartzo               |
| Uniforme, curto e largo    | Espalmado, pinacoides dominantes sobre os prismas.                                                  | Zircão                |
| Euédrico                   | Bem formado, sem distorção.                                                                         | Espinela              |
| Fibroso ou colunar         | Prismas extremamente delgados.                                                                      | Tremolite             |
| Filiforme ou capilar       | Como fios de cabelo, extremamente fino.                                                             | Natrolite             |
| Foliado ou micáceo         | Estrutura em camadas, separação em folhas delgadas.                                                 | Mica                  |
| Granular                   | Agregados de cristais anédricos sobre matriz.                                                       | Scheelite             |
| Hemimórfico                | Cristais duplamente terminados e com terminações de formas diferentes em cada uma das extremidades. | Hemimorfite           |
| Mamilar                    | Com aspecto de mama, contornos intersectados e arredondados.                                        | Malaquite             |
| Maciço ou compacto         | Sem forma definida                                                                                  | Serpentina            |
| Nodular                    | Depósito de forma aproximadamente esférica com protuberâncias irregulares.                          | Geodes                |
| Octaédrico                 | Octaedro, oito faces (duas pirâmides unidas pelas bases).                                           | Diamante              |
| Plumoso                    | Escamas finas, com aspecto de penas.                                                                | Mottramite            |
| Prismático                 | Alongado, semelhante a um prisma: todas as faces do cristal são paralelas ao eixo-c.                | Turmalina             |
| Pseudo-hexagonal           | Ostensivamente hexagonal devido a intercrescimentos cíclicos.                                       | Aragonite             |
| Pseudomórfico              | Ocorrendo com a forma de outro mineral devido a substituição pesudomórfica.                         | Quartzo olho-de-tigre |
| Radiante ou divergente     | Radiando a partir de um ponto central.                                                              | Pirite                |
| Reniforme                  | Semelhante a mamilar: massas em forma de rim que se intersectam.                                    | Hematite              |
| Reticulado                 | Cristais aciculares formando intercrescimentos semelhantes a malhas.                                | Cerussite             |
| Roseta                     | Agregado de placas radiantes, com aparência de uma rosa.                                            | Gipsita               |
| Esfenóide                  | Em forma de cunha.                                                                                  | Esfena                |
| Estalactítico              | Formando estalactites ou estalagmites; com forma cilíndrica ou cónica.                              | Rodocrosita           |
| Estelar                    | Como uma estrela, radiante.                                                                         | Pirofilite            |
| Estriado                   | Linhas de crescimento superficial paralelas ou perpendiculares ao eixo-c.                           | Crisoberilo           |
| Tabular ou lamelar         | Espalmado, em forma de tablete, pinacóide.                                                          | Rubi                  |
| Feixe                      | Agregados que lembram um feixe de pés de trigo.                                                     | Zeólitos              |